# Teateråret 1958

## Händelser

### November
- 8 november – Birgit Nilsson och Elisabeth Söderström skriver kontrakt med Metropolitan–operan i New York [1].

### Okänt datum
- Michael Meschke startar Marionetteatern och Marionettmuseet i Stockholm.
- Habima blir Israels nationalteater.

## Priser och utmärkelser
- O'Neill-stipendiet tilldelas Anders Henrikson
- Thaliapriset tilldelas skådespelaren Bengt Eklund

## Årets uppsättningar

### Mars
- 7 mars - Sångspelet Fridas visor, baserat på Birger Sjöbergs Fridas bok, har urpremiär på Blancheteatern[2].

### Maj
- 23 maj - Anna Wahlenbergs pjäs Trollgubben i storberget har urpremiär i SR [3].

### Okänt datum
- Eugene O'Neills pjäs Hughie med regi av Bengt Ekerot har premiär på Dramaten,
- Eugene O'Neills pjäs Kejsar Jones med regi av Bengt Ekerot har premiär på Dramaten,

## Födda
- 7 oktober - Staffan Valdemar Holm, svensk teaterregissör och teaterchef.

## Avlidna
- 27 juni – Ragna Wettergreen, 93, norsk skådespelerska.

### Fotnoter
1. ↑  100 år med Aftonbladet – 1958, 1999
2. ↑  Kungliga Teatern i Stockholm: Repertoar 1773-1973, s. 43. Operan 1974.
3. ↑  ”Dramawebben”. Arkiverad från originalet den 14 februari 2012. https://web.archive.org/web/20120214073303/http://www.dramawebben.se/pjas/trollgubben-i-storberget. Läst 24 mars 2011.